# آدونه زولی
آدونه زولی (انگلیسی: Adone Zoli; زاده ۱۶ دسامبر ۱۸۸۷ – درگذشته ۲۰ فوریهٔ ۱۹۶۰) سیاستمدار، و وکیل اهل ایتالیا بود. وی از ۱۹ مه ۱۹۵۷ تا ۱ ژوئیه ۱۹۵۸ نخست‌وزیر این کشور بود.
آدونه زولی در ۲۰ فوریه ۱۹۶۰، در سن ۷۲ سالگی در رم درگذشت.